# Hard Enough Getting Over You
«Hard Enough Getting Over You» es una canción escrita por Michael Bolton y Doug James. Cher lo grabó por primera vez para su álbum homónimo de 1987.  En 1993, Laura Branigan lanzó una versión de la canción, retitulada «It's Been Hard Enough Getting Over You», como segundo sencillo de su último álbum de estudio, Over My Heart. Branigan promovió el lanzamiento con varias apariciones en televisión, incluida una entrevista en Good Day LA, donde también interpretó la canción en vivo. Sin embargo, a pesar de esto, la canción, junto con los otros dos sencillos y el álbum en sí, fue ignorada en gran medida por la crítica y el público en general.

## Recepción de la crítica
Larry Flick de Billboard escribió: "Branigan reúne fácilmente el drama necesario para que esta composición de Michael Bolton funcione. De hecho, sus altísimos hombros de soprano van contra los parámetros de la canción, elevándose hasta un clímax satisfactorio. No es de extrañar que los programadores de AC estén Estoy echando espuma por este. Lo suficientemente fuerte como para llevar al cantante de regreso a las 40 listas de reproducción principales". 

## Lista de sencillos
| \| CD single[3] \| \| \| \| \| N.º \| Título \| Duración \| \| \| 1. \| «It's Been Hard Enough Getting Over You» \| 3:41 \| \| \| 2. \| «Didn't We Almost Win It All» \| 5:09 \| \| |                                          |          |  |
| CD single |                                          |          |  |
| N.º | Título                                   | Duración |  |
| 1. | «It's Been Hard Enough Getting Over You» | 3:41     |  |
| 2. | «Didn't We Almost Win It All»            | 5:09     |  |